# Oded Schramm
Oded Schramm (Gerusalemme, 10 dicembre 1961 – 1º settembre 2008) è stato un matematico israeliano naturalizzato statunitense, conosciuto per l'invenzione dell'evoluzione stocastica di Schramm-Loewner e per i suoi lavori nell'intersezione tra la teoria di campo conforme e la teoria della probabilità.

## Riconoscimenti
- 1997 Premio Erdős
- 2001 Premio Salem
- 2002 Clay Research Award
- 2003 Premio Loève
- 2003 Premio Henri Poincaré
- 2004 Premio Pólya
- 2007 Premio Ostrowski